# Huamalata
Huamalata (del inca Pueblo Nuevo/Parapeto Nuevo) es una localidad perteneciente a la comuna de Ovalle, dentro de la Región de Coquimbo, que se ubica a 3,2 km de Ovalle. Cuenta con una población estimada de 1.683 habitantes, según el Instituto Nacional de Estadísticas (2019): con una superficie de 0,96 km², es flanqueada por el río Limarí y cruzada por la ruta D-585.

## Historia

### Pre-Colonialismo y Colonialismo
Fue fundada como asentamiento Inca en el siglo XIII. La aldea diaguita de huamalata prevaleció durante la colonia de la capitanía general de Chile, siendo una de las 24 diputaciones del corregimiento de Coquimbo. En 1732 se visualiza una capilla que depende del Curato de Andacollo. Ya en 1738 la población se había incrementado a 131 habitantes, principalmente de origen indígena, y a finales de 1790 la aldea había alcanzado el título de Villa.

### Después de la independencia
Administrativamente, después de la independencia de la República de Chile, pasó a ser una subdelegación del distrito de Ovalle, para después de esa reforma reintegrarse a Sotaquí y unirse a la comuna de Ovalle.